# A Thornberry család – A mozifilm
A Thornberry család – A mozifilm (eredeti cím: The Wild Thornberrys Movie) 2002-ben bemutatott egész estés amerikai 2D-s számítógépes animációs filmet, amely a Thornberry család című televíziós rajzfilmsorozat alapján készült. A forgatókönyvet Kate Boutilier írta, az animációs filmet Cathy Malkasian és Jeff McGrath rendezte, a zenéjét Drew Neumann szerezte, a producerei Csupó Gábor és Arlene Klasky voltak. A Nickelodeon Movies és Klasky-Csupo készítette, a Paramount Pictures forgalmazta. Amerikában 2002. december 20-án mutatták be a mozikban, Magyarországon 2003. április 17-én adták ki DVD-n és VHS-en.

## Cselekmény
A vad család kalandjai tovább folytatódnak – Eliza egy gepárdkölyköt ment meg vérszomjas gonosz orvvadászoktól.
A film azzal kezdődik, hogy Eliza a szavannán játszik a gepárdkölyökkel. A gepárd-anya a lány lelkére köti, hogy ne menjenek messzire, de Eliza nem foglalkozik vele, és túlmegy a szavannán. Itt egy helikopterrel elrabolják a kölyköt. Eliza kétségbeesik. A Thornberry család aggódó nagymamája elhatározza, hogy elküldi Elizát Angliába egy iskolába, hogy egy kicsit nevelődjön. A lány elmegy, de nagyon szomorú. Nővére, Debbie viszont mérges, hogy nem ő mehet Angliába.
A kis állatszerető Thornberry az iskolában találkozik egy sznob lánnyal, Sarah Wellington-nal, aki finoman szólva nem bírja őt. Eliza viszont nagyon nehezen rá tudja venni gazdag és nagyképű szobatársát, hogy visszamehessen Afrikába. Vissza is jut, és a gepárdkölyök, Tally nyomába ered. Tallyt már elvitte a helikopter. Később a család találkozik egy meglőtt orrszarvúval, aki elmondja Elizának, hogy a folyón túl emberek vannak. Ott találkoznak egy párral, Sloan és Bree Blackburn-nel. Állatszeretőknek adják ki magukat. Befogadják Elizát, hogy megszálljon náluk. A kocsiban viszont van valami gyanús – a kés, amivel elvágták a kötelet, amikor Eliza a helikopter kötélből készült létráján csimpaszkodott. Van ott még egy ketrec meg különféle műszerek. Itt jön rá Eliza, hogy az állatszerető pár valójában a két orvvadász. Sloan elkapja Elizát és Debbie-t, és azzal fenyegeti, hogy megölik a nagyobb Thornberry-t, ha nem mondja el Eliza nekik, honnan tudja a tervet, hogy megöljenek egy elefántcsordát egy elektromos kerítéssel.
Elizának nincs más választása, be kell ismernie, hogy tud beszélni az állatokkal. Nagy vihar kerekedik, Eliza elveszti erejét, így már nem tud beszélni az állatokkal, így már csimpánz barátjával, Darwin-nal sem. A kis Thornberry-nek a saját képességeire kell támaszkodnia, hogy megmentse az elefántokat és Tallyt. Ám ez nehéz munka. Jön megint a helikopter, a két vadorzó elkapja a lányt. Sloan belehajítja őt egy vízesésbe,  ahol Mynyambo sámán, a személy, aki Elizának az erejét adta, kihúzza a vízből. Eközben Sloan és Bree robbanószereket dobálnak, hogy megijesszék az elefántokat és azok beleszaladjanak a villanykerítésbe. Thornberry barátunk felül az egyik elefántra nagy nehezen, megpaskolja a füle mögött (egy régi tanács), amitől az összes elefánt megáll.
Sloan és Bree nagyon dühösek, és még több robbanószert hajigálnak. Ettől az ormányosok megint megijednek, és elkezdenek még gyorsabban szaladni a villanykerítésbe. Viszont Elizánál van egy nyaklánc, amit ráhajít a kerítésre, az bedöglik, és a dühödt elefántok az ormányukkal lehúzzák a két vadorzó helikopterét az égből. Lent parkőrök jönnek, akik letartóztatják Sloan-t és Bree-t. A film azzal végződik, hogy a család táncol a tágas szavannán.

## Szereplők
| Szereplő                    | Eredeti hang             | Magyar hang        |
| --------------------------- | ------------------------ | ------------------ |
| Eliza Thornberry            | Lacey Chabert            | Bogdányi Titanilla |
| Darwin                      | Tom Kane                 | Versényi László    |
| Nigel Thornberry            | Tim Curry                | Várkonyi András    |
| Radcliff Thornberry ezredes | Tim Curry                | Kun Vilmos         |
| Cordelia Thornberry         | Lynn Redgrave            | Kassai Ilona       |
| Marianne Thornberry         | Jodi Carlisle            | Antal Olga         |
| Debbie Thornberry           | Danielle Harris          | Vadász Bea         |
| Donnie Thornberry           | Flea                     | saját hangján      |
| Sloan Blackburn             | Rupert Everett           | Széles Tamás       |
| Bree Blackburn              | Marisa Tomei             | Kisfalvi Krisztina |
| Mnyambo sámán               | Kevin Michael Richardson | Koroknay Géza      |
| Akela, a gepárdmama         | Alfre Woodard            | Andai Györgyi      |
| Tally, a gepárdkölyök       | Kimberly Brooks          | Baradlay Viktor    |
| Gepárd kölykök              | Crystal Scales           | N/A                |
| Phaedra, a elefánttehén     | Cree Summer              | Vajda Márta        |
| Jomo                        | Brock Peters             | Juhász György      |
| Sarah Wellington            | Melissa Greenspan        | Csuha Bori         |
| Victoria                    | Alexandra Boyd           | Lamboni Anna       |
| Jane                        | Moira Quirk              | Patkó Csenge       |
| Reggie, a mókus             | Roger L. Jackson         | Steiner Kristóf    |
| Villám, az ló               | Roger L. Jackson         | Beratin Gábor      |
| Mrs. Fairgood               | Brenda Blethyn           | Illyés Mari        |
| Boko                        | Obba Babatunde           | Karácsonyi Zoltán  |
| Orrszarvú                   | Billy Brown              | Schneider Zoltán   |
| Tim, a vadőr                | Jeff Coopwood            | Barbinek Péter     |
| Gorilla                     | Earl Boen                | Faragó András      |
| Szekér tulajdonos           | Michael Chinyamurindi    | saját hangján      |
| Zebu                        | James Brown Orleans      | Kajtár Róbert      |
| Egyik vadorzó               | Keith Szarabajka         | Kajtár Róbert      |
| BaAka főnök                 | Malonga Casquelourd      | saját hangján      |

## Bemutatások
A filmet Amerikában 2002. december 20.-án mutatták be, amikor a Gyűrűk Ura: A két torony és a Kincses bolygó is megjelent, és igen jól teljesített a mozipénztáraknál, 40 millió dollár bevételt hozott. A magyar bemutató ismeretlen. A Thornberry család – A mozifilm 80%-os értékelést ért el a Rotten Tomatoes oldalon. Videójáték is készült a filmből.

## Betétdalok
| 1.    | Father and Daughter           | Paul Simon                                           | 4:10 |
| 2.    | Iwoya                         | Angélique Kidjo, szereplésben Dave Matthews          | 3:47 |
| 3.    | Dance with Us P.              | Diddy és Brandy, szereplésben Bow Wow                | 4:56 |
| 4.    | Animal Nation                 | Peter Gabriel                                        | 7:20 |
| 5.    | Happy                         | Sita                                                 | 4:06 |
| 6.    | Motla Le Pula (The Rainmaker) | Hugh Masekela                                        | 5:35 |
| 7.    | Monkey Man                    | Reel Big Fish                                        | 2:36 |
| 8.    | "Don't Walk Away"             | Youssou N'Dour, szereplésben Sting                   | 4:42 |
| 9.    | Acci-dent                     | Baha Men                                             | 2:48 |
| 10.   | End of Forever                | Nick Carter                                          | 4:05 |
| 11.   | Shaking the Tree ('02 Remix)  | Peter Gabriel és Youssou N'Dour, szereplésben Shaggy | 5:08 |
| 12.   | Untitled                      | The Pretenders                                       | 3:11 |
| 13.   | Africa (Ila Ra Waisco)        | Las Hijas del Sol                                    | 3:56 |
| 14.   | Awa Awa                       | Wes                                                  | 4:27 |
| 58:07 |                               |                                                      |      |